# Lista de deputados estaduais do Pará da 9.ª legislatura
Essa é uma lista de deputados estaduais do Pará eleitos para o período 1979-1983. 30 deputados.

## Composição das bancadas
| Partido | Líder            | Bancada | Posição  |
| ------- | ---------------- | ------- | -------- |
| ARENA   | Aziz Mutran Neto | 19 / 30 | Governo  |
| MDB     | Mário Chermont   | 11 / 30 | Oposição |

## Deputados estaduais
| Número | Deputados estaduais eleitos       | Partido | Votação | Percentual | Cidade onde nasceu   | Unidade federativa |
| 15724  | Ademir Andrade                    | MDB     | 6.079   | 1,02%      | Milagres             | Bahia              |
| 15857  | Álvaro de Oliveira Freitas        | MDB     | 8.325   | 1,40%      | Uruará               | Pará               |
| 11406  | Américo Natalino Carneiro Brasil  | ARENA   | 10.740  | 1,80%      | Belém                | Pará               |
| 11170  | Antônio Alves Teixeira            | ARENA   | 9.828   | 1,65%      | Castanhal            | Pará               |
| 11312  | Aziz Mutran Neto                  | ARENA   | 8.571   | 1,44%      | Marabá               | Pará               |
| 11239  | Domingos Juvenil Nunes de Souza   | ARENA   | 14.665  | 2,46%      | São João do Araguaia | Pará               |
| 11717  | Everaldo de Souza Martins         | ARENA   | 8.660   | 1,45%      | Trairão              | Pará               |
| 11721  | Fernando José Bahia               | ARENA   | 7.394   | 1,24%      | Acará                | Pará               |
| 11947  | Flávio Cezar Franco               | ARENA   | 9.858   | 1,65%      | Belém                | Pará               |
| 11320  | Jaime Nascimento                  | ARENA   | 9.797   | 1,64%      | Colares              | Pará               |
| 15904  | José Guilherme Silva Ribeiro      | MDB     | 8.319   | 1,39%      | Capanema             | Pará               |
| 15921  | Ronaldo Campos                    | MDB     | 10.586  | 1,78%      | Santarém             | Pará               |
| 11325  | Laércio Dias Franco               | ARENA   | 12.356  | 2,07%      | Quatipuru            | Pará               |
| 11433  | Lauro de Belém Sabbá              | ARENA   | 9.799   | 1,64%      | Ponta de Pedras      | Pará               |
| 15248  | Lucival de Barros Barbalho        | MDB     | 8.472   | 1,42%      | Belém                | Pará               |
| 11135  | Maria de Nazaré Barbosa de Souza  | ARENA   | 18.991  | 3,19%      | Altamira             | Pará               |
| 15648  | Mário Chermont                    | MDB     | 6.329   | 1,06%      | Rio de Janeiro       | Rio de Janeiro     |
| 11601  | Mariuadir José Miranda Santos     | ARENA   | 9.752   | 1,63%      | Piçarra              | Pará               |
| 15217  | Maximino Porpino Filho            | MDB     | 6.298   | 1,05%      | Castanhal            | Pará               |
| 11421  | Nilton dos Santos Peres           | ARENA   | 14.262  | 2,39%      | Cametá               | Pará               |
| 15287  | Nícias Lopes Ribeiro              | MDB     | 7.142   | 1,20%      | Belém                | Pará               |
| 11634  | Nicolau João Brito Saraty         | ARENA   | 8.857   | 1,48%      | Colares              | Pará               |
| 15515  | Nilçon Barroso Pinheiro           | MDB     | 7.022   | 1,18%      | Alenquer             | Pará               |
| 11856  | Nilson Célio Guedes Sampaio       | ARENA   | 9.710   | 1,63%      | Castanhal            | Pará               |
| 11144  | Paulo Martins Ramalho             | ARENA   | 8.508   | 1,43%      | Santa Cruz do Arari  | Pará               |
| 11612  | Plínio Pinheiro Neto              | ARENA   | 7.471   | 1,25%      | Marabá               | Pará               |
| 11577  | Ronaldo Passarinho Pinto de Souza | ARENA   | 11.042  | 1,85%      | Belém                | Pará               |
| 15992  | Terezinha da Silva Sussuarana     | MDB     | 7.024   | 1,18%      | Santarém             | Pará               |
| 15833  | Vicente de Paula Queiroz          | MDB     | 7.100   | 1,19%      | Mocajuba             | Pará               |
| 11181  | Zeno Veloso                       | ARENA   | 9.603   | 1,61%      | Belém                | Pará               |